# خرسون
خِرسون (به اوکراینی: Херсо́н) نام شهری‌است در جنوب کشور اوکراین. این شهر مرکز استان خرسون می‌باشد. این شهر بندری مهم در کنار دریای سیاه و رود دنیپر و مرکز صنعت کشتی‌سازی در منطقه می‌باشد. جمعیت این شهر در سال ۲۰۰۷ ۳۲۹ هزار نفر برآورد شده‌است.

## تاریخچه
خرسون تا ۱۷۷۸ بخشی از خان‌نشین کریمه بود. در ۱۷۷۸ به دستور کاترین بزرگ شهبانوی روسیه این شهر دوباره‌سازی‌شد و نام شهر باستانی خرسونس بدین نام خوانده شد.